# John Baptist Kaggwa

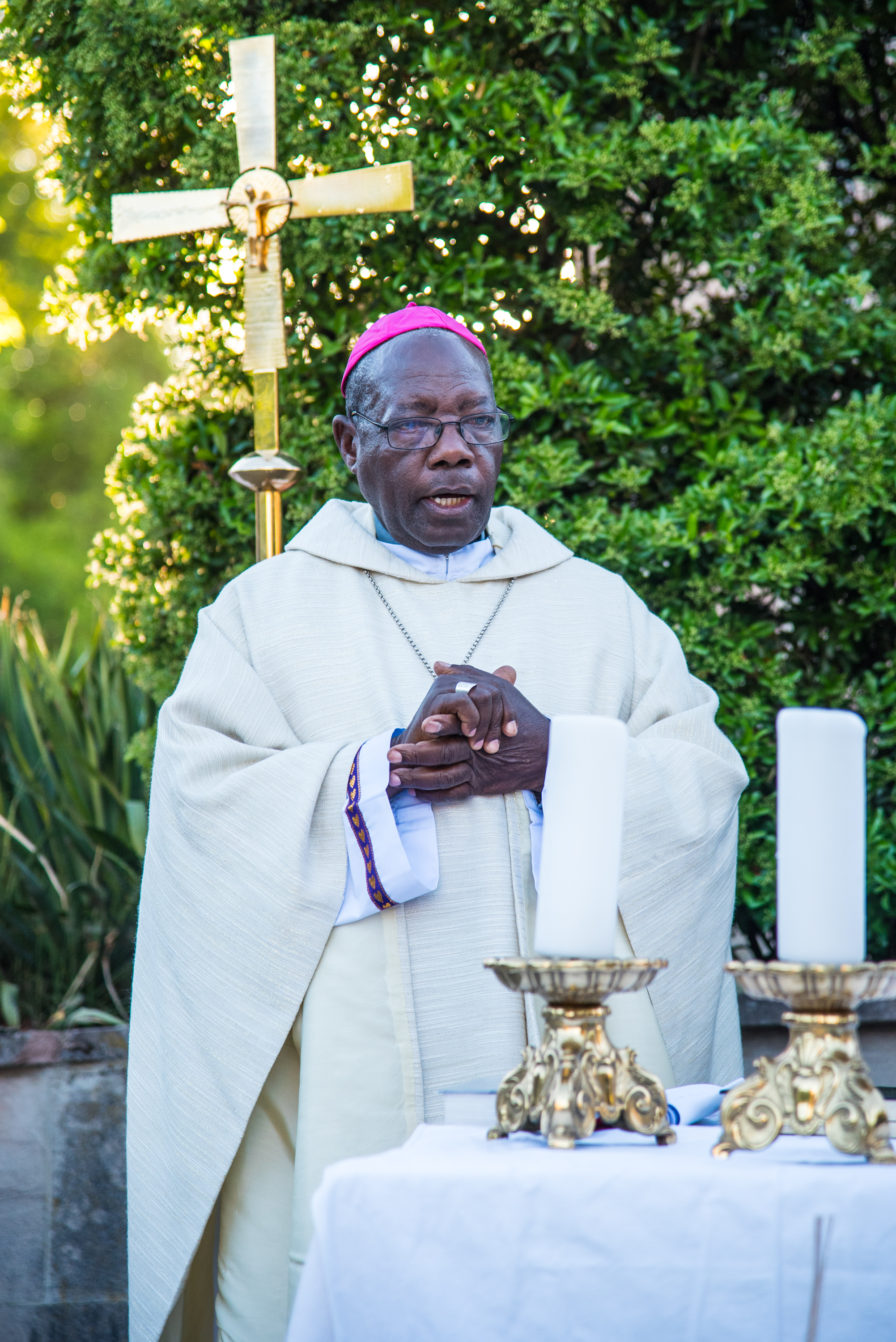
Bischof Kaggwa

John Baptist Kaggwa (* 23. März 1943 in Bulenga, Wakiso District, Kampala, Buganda, Uganda; † 20. Januar 2021 in Mulago, Kampala, Buganda, Uganda) war ein ugandischer Geistlicher und römisch-katholischer Bischof von Masaka.

## Leben
John Baptist Kaggwa besuchte von 1952 bis 1957 die Lubaga Boys Primary School und anschließend das Kleine Seminar in Kisubi. Danach studierte Kaggwa zunächst Philosophie und Katholische Theologie am Priesterseminar in Katigondo und ab 1965 an der Päpstlichen Universität Urbaniana in Rom. Er wurde im Mai 1970 zum Diakon geweiht und empfing am 12. Dezember 1971 in Rom das Sakrament der Priesterweihe.
Nachdem Kaggwa an der Päpstlichen Universität Urbaniana promoviert worden war, war er fünf Jahre Vizerektor des Pontificio Collegio Missionario Internazionale San Paolo in Rom. Anschließend kehrte er in seine Heimat zurück und wurde Regens des Priesterseminars St. Mbaaga in Ggaba.
Am 19. Dezember 1994 ernannte ihn Papst Johannes Paul II. zum Koadjutorbischof von Masaka. Der Bischof von Masaka, Adrian Kivumbi Ddungu, spendete ihm am 24. Juni 1995 die Bischofsweihe; Mitkonsekratoren waren der Erzbischof von Kampala, Emmanuel Kardinal Wamala, und der Bischof von Fort Portal, Paul Lokiru Kalanda. Am 10. Januar 1998 wurde John Baptist Kaggwa in Nachfolge von Adrian Kivumbi Ddungu, der aus Altersgründen zurücktrat, Bischof von Masaka.
Papst Franziskus nahm am 16. April 2019 das von John Baptist Kaggwa aus Altersgründen vorgebrachte Rücktrittsgesuch an.
John Baptist Kaggwa starb nach zweiwöchiger intensivmedizinischer Betreuung im Mulago National Specialised Hospital von Mulago im Alter von 77 Jahren nach einer SARS-CoV-2-Infektion.